# Адельфі (Лондон)

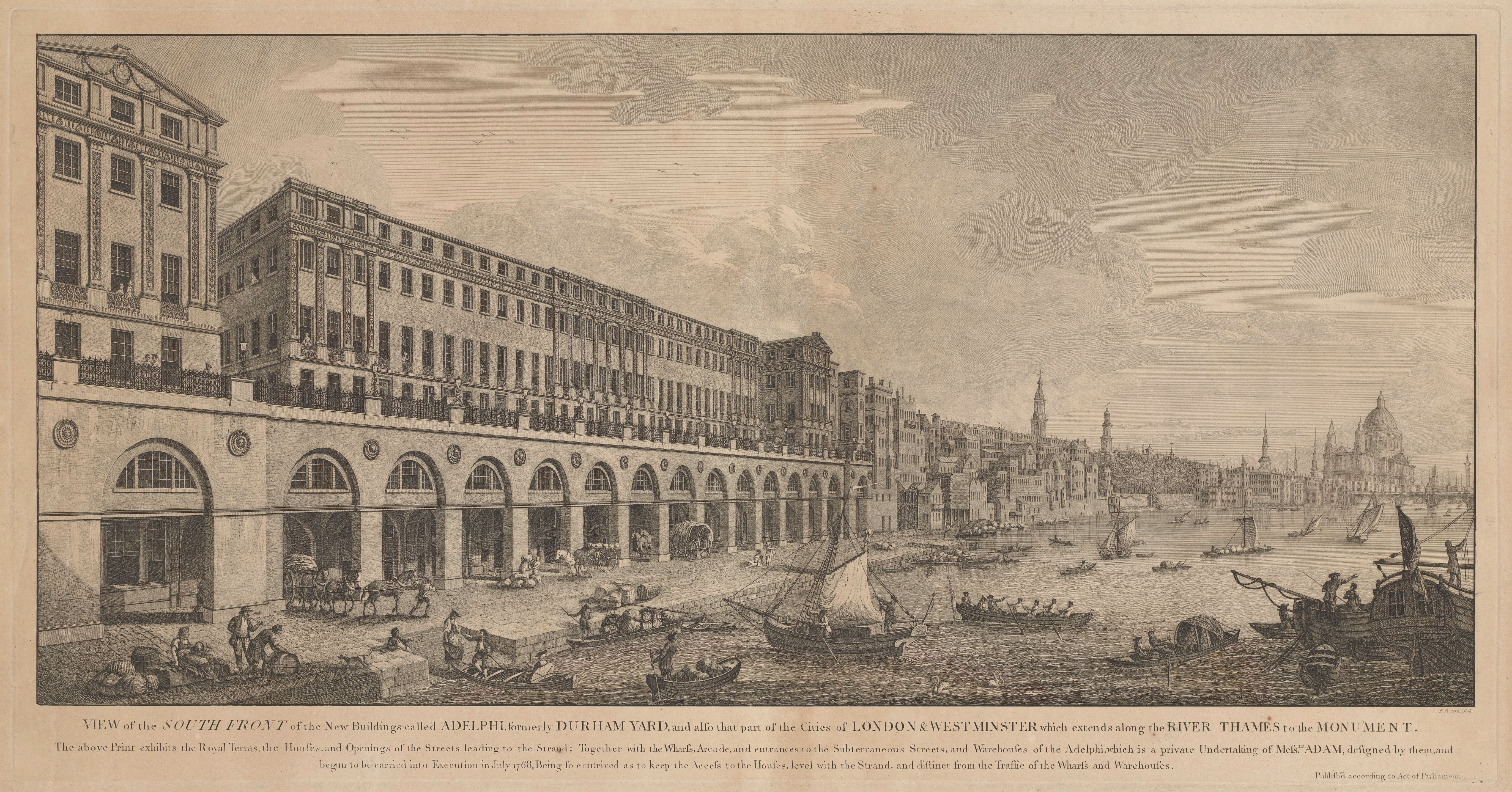
Адельфі братів Адама (1768–72) була першою неокласичною будівлею Лондона. Одинадцять великих будинків виходили на склепінчасту терасу з пристанями внизу.

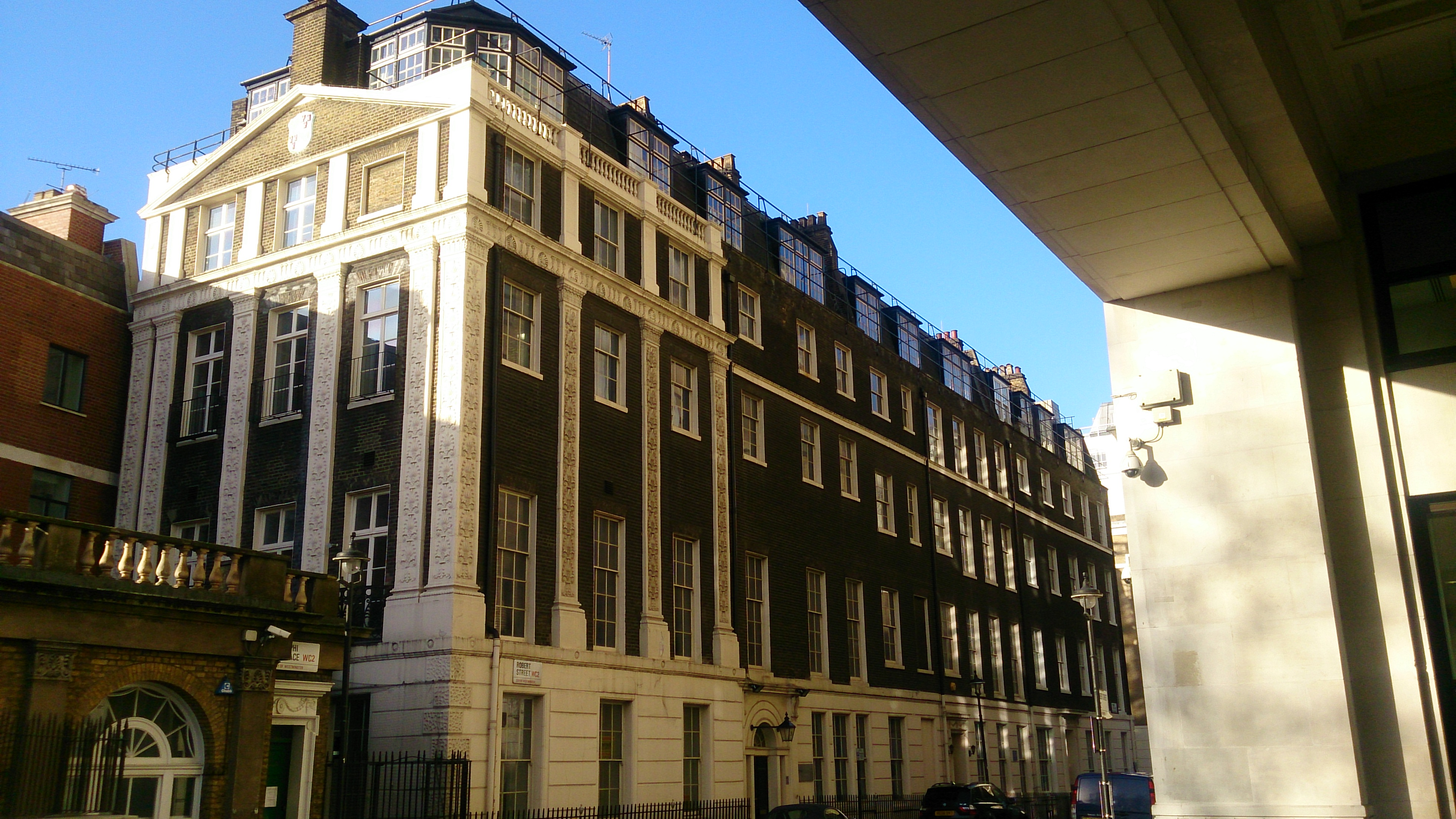
Поточний вигляд залишків будівлі за адресою Тераси Адельфі, 11, найдальшого лівого будинку з оригінальних будівель, якщо дивитися з боку річки.

Адельфі ([əˈdɛlfi]; від грецького ἀδελφοί adelphoi, що означає «брати») — район Вестмінстерського Сіті в Лондоні. Невеликий район включає вулиці Тераса Адельфі, Роберта і Джона Адама. Рідко вживається в розмовній мові слово «Адельфі» згруповане з Олдвіч як великий район Стренд (головна вулиця Лондона між двома сусідніми районами), який протягом багатьох десятиліть утворював парламентський виборчий округ і район реєстрації актів цивільного стану.

## Будинки Адельфі

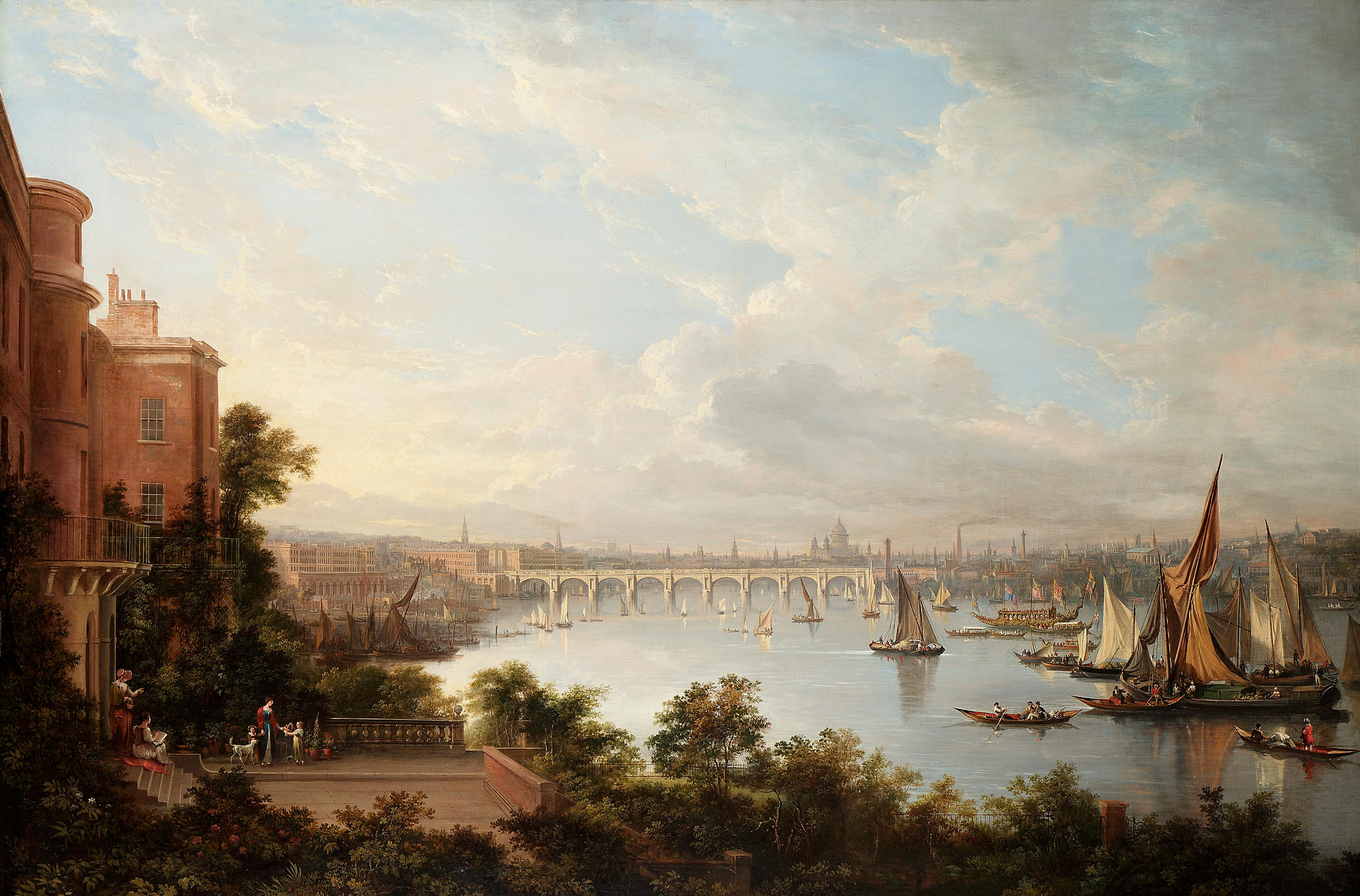
Проспект Лондона, Александр Несміт, 1826 рік. Ліворуч від мосту Ватерлоо можна побачити будівлі Адельфі.

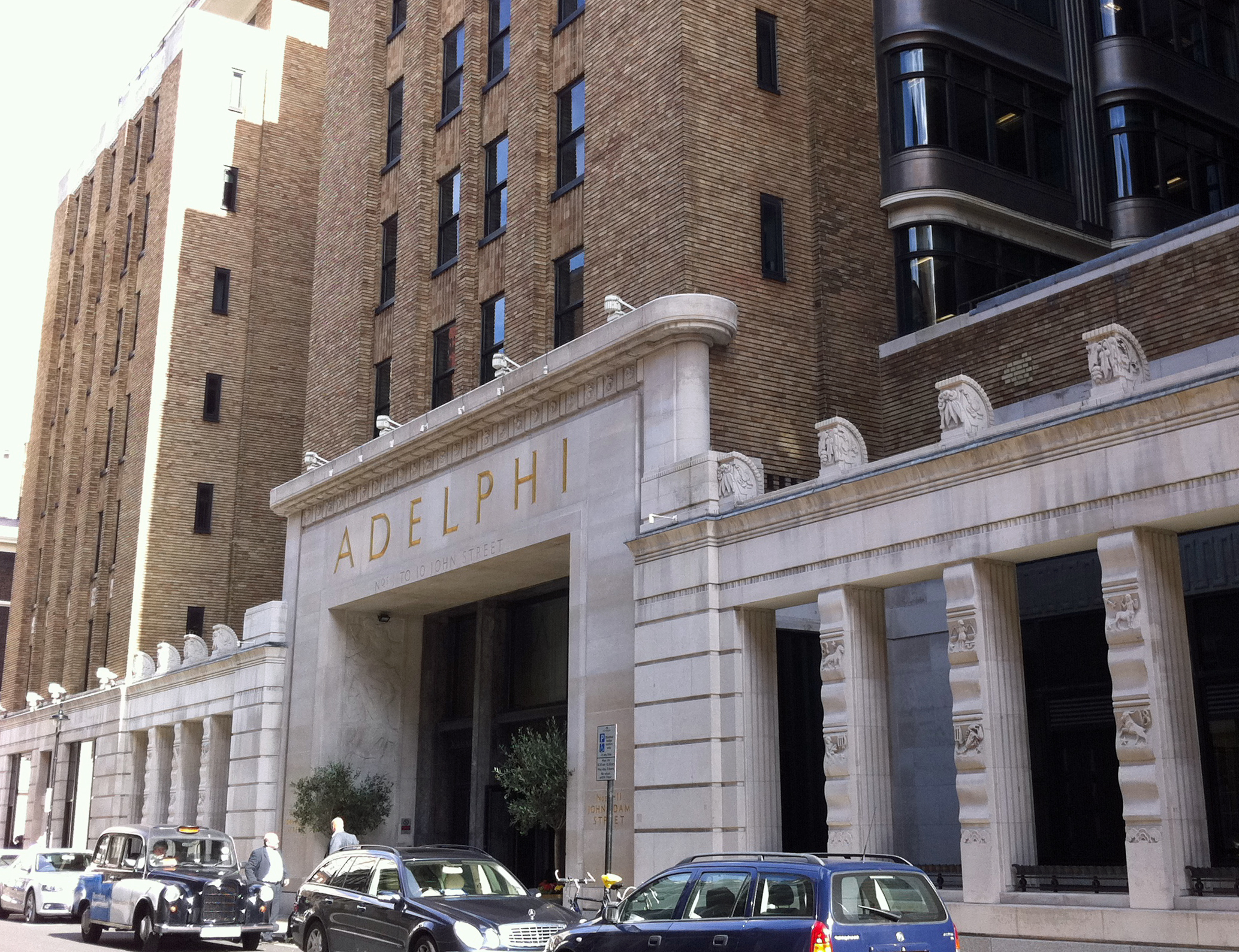
Будівля Адельфі в стилі арт-деко 1930-х років, розташована на вулиці Джона Адама, 1-10.

Район названий на честь будівель Адельфі, кварталу з 24 об'єднаних неокласичних терасових будинків, які були розташовані між вулицею Стренд і річкою Темза в парафії Сент-Мартін-ін-Філдс, де також була штаб-квартира «Товариства з Заохочення мистецтв, мануфактур і торгівлі» (тепер відоме як Королівське товариство мистецтв). Будинки були зведені між 1768 і 1772 роками братами Адамомами (Джоном, Робертом, Джеймсом і Вільямом), на честь яких і походить грецька назва будівель. Руїни Дарем Хаусу були знесені для їх будівництва.
На Роберта Адама вплинув його тривалий візит до палацу Діоклетіана в Спліті, Хорватія (раніше Далмація), і він застосував побачене у дизайні неокласичних будівель Адельфі. Розташований неподалік театр Адельфі названий на честь будівель Адельфі.
Багато будівель комплексу було знесено на початку 1930-х років і замінено новою Адельфі, монументальною будівлею в стилі ар-деко, спроєктованою фірмою Collcutt & Hamp. Будинки, що залишилися від старого Адельфі, включають Тераси Адельфі, 11 (раніше будинок займали спеціалісти з нумізматики AH Baldwin & Sons Ltd) і штаб-квартиру Королівського товариства мистецтв (яка розширилася, з'єднавши два з колишніх будинки). У 1940-х роках тут знаходився магазин іграшок Бенджаміна Поллока.

## Відомі жителі

### Комісія з колонізації Південної Австралії
Комісія з колонізації Південної Австралії (1834—1843) мала свої офіси за адресою Тераси Адельфі, 6 у 1840 році. Роуленд Хілл був секретарем цього органу, і саме в цей період він розробив свою схему поштових пересилань.

### Лондонська школа економіки
Лондонська школа економіки (LSE) розпочала свої перші заняття в жовтні 1895 року в кімнатах за адресою: вулиця Джона, 9, Адельфі, перед тим, як переїхали на постійне місце за адресою: Тераси Адельфі, 10. До 1920 року LSE переїхала на кілька кварталів на схід, у район Ринок Клер. Перебуваючи в Адельфі, науковці та студенти LSE вели активну роботу в навколишньому районі та громаді.

## Етимологія назв вулиць

8-мильна карта Крістофера та Джона Грінвудів, опублікована в 1827 році з перевидання 1830 року. Адельфі знаходиться на південь від Стренду.

Адельфі не має чітких та визначених кордонів. Вони, як правило, знаходяться у межах: Стренд на півночі, Ланкастер Плейс на сході, набережна Вікторії на півдні та станція Чарінг-Крос на заході. Для зручності включено невелику групу вулиць на схід від Нортумберленд-авеню.
Кілька вулиць названо або було названо на честь Джорджа Вільєрса, першого герцогаБекінгемського, придворного 17 століття, який придбав будинок Йорк, який колись був розташований на цьому місці; його син продав ділянку забудовникам за умови, що на нових вулицях буде вшановано його батька та титули.
- Адам-стріт (англ. Adam Street) — на честь Джона та Роберта Адамів, які побудували комплекс Адельфі в 1760-х роках[8][9]
- Тераси Адельфі (англ. Adelphi Terrace) — територія була розроблена братами Джоном і Робертом Адамами в 1760-х роках і була названа на честь adelphos, грецьке слово «брат»[10][9]
- Арки (англ. The Arches) — мабуть, на честь залізничних арок, що були тут
- Букінгемська Аркада та Бакінгемська вулиця (англ. Buckingham Arcade and Buckingham Street) — на честь Джорджа Вільєрса, 1-го герцога Бекінгемського[7][11]
- Картинг-Лейн (англ. Carting Lane) — вважається, що назва походить від візків, які доставляли товари до та з пристані, яка раніше була тут; до 1830-х років називався Брудний провулок[12]
- Чарінг-Крос (англ. Charing Cross) — на честь хреста Елеонори в Чарінгу, від давньоанглійського слова «cierring», що стосується повороту річки Темза[13][14]
- вулиця Корнер Хаус (англ. Corner House Street) — невідомо
- Крейвен Пасаж і вулиця Крейвен (англ. Craven Passage, Craven Street) — на честь Вільяма Крейвена, 3-го барона Крейвена, який володів землею, коли вулиця була побудована в 1730-х роках[15][16]
- вулиця Дарем Хаус (англ. Durham House Street) — це колишнє місце Дарем Хауса, палацу, що належав єпископам Дарема в середньовіччі[17][18]
- Ембанкмент Плейс (англ. Embankment Place) — біля набережної Темзи, побудована у вікторіанську епоху[19]
- вулиця Джорджа Корта (англ. George Court) — на честь Джорджа Вільєрса, 1-го герцога Бекінгемського[11]
- Хангерфорд Лейн (англ. Hungerford Lane) — на честь родини Хангерфорд, яка володіла будинком на цьому місці в 15 столітті, пізніше проданим через борги для створення Хангерфордського ринку, до будівництва станції Чарінг-Кросс[20][12][21]
- Айвібрідж Лейн (англ. Ivybridge Lane) — названий на честь колишнього вкритого плющем мосту, який перетинав старий водотік на цьому місці; міст був знесений десь до 1600 року[22][23]
- вулиця Джона Адама (англ. John Adam Street) — на честь Джона Адама, який побудував комплекс Адельфі разом зі своїм братом Робертом у 1760-х роках,[24][9] поєднання існуючих раніше вулиць Джона та Дюк стріт, остання названа на честь 1-го герцога Бекінгемського.
- Ланкастер Плейс (англ. Lancaster Place) — колишнє місце Савойського палацу. У 13 столітті він перейшов у власність графів Ланкастерів, найвідомішим з яких був Джон Гонт, який володів палацом під час його знищення під час Селянського повстання 1381 року[25][26]
- Нортумберленд авеню та Нортумберленд стріт (англ. Northumberland Avenue, Northumberland Street) — місце колишнього будинку Нортумберленд, спочатку побудованого на початку 17 століття для графів Нортгемптона, а пізніше придбаного графами Нортумберлендом[27][28]
- Роберт стріт і Лоуер Роберт стріт (англ. Robert Street, Lower Robert Street) — на честь Роберта Адама, який побудував Адельфі разом зі своїм братом Джоном у 1760-х роках[29]
- Савойські будівлі, Савойський суд, Савойський пагорб, Савойська площа, Савойський ряд, Савойські сходи, Савойська вулиця та Савойська дорога (англ. Savoy Buildings, Savoy Court, Savoy Hill, Savoy Place, Savoy Row, Savoy Steps, Savoy Street, Savoy Way) — колишнє місце Савойського палацу, побудованого для Петра II, графа Савойського в 1245 році[30][31]
- Стренд і Стренд Лейн (англ. Strand, Strand Lane) — від давньоанглійського «стонд», що означає край річки; річка Темза раніше досягала цього місця (до будівництва набережної Темзи)[32][33]
- Набережна Вікторії (англ. Victoria Embankment) — на честь королеви Вікторії, правлячої королеви під час будівництва набережної Темзи[34][35]
- Вільєрс стріт (англ. Villiers Street) — на честь Джорджа Вільєрса, 1-го герцога Бекінгемського[11]
- Уотергейтська алея (англ. Watergate Walk) — після Уотергейт, побудованих у 1626 році для Джорджа Вільєрса, 1-го герцога Бекінгемського, як вхід до колишнього будинку Йорків[36][37]
- Будівлі Йорк і Йорк Плейс (англ. York Buildings, York Place) — будинок був побудований на цьому місці в 14 столітті для єпископів Норвіча — під час правління королеви Марії його придбали архієпископи Йорка і назвали «Йоркський будинок»; Йорк Плейс раніше був «Of Alley» на честь 1-го герцога Бекінгемського[38][11]

## Відомі мешканці
- Сер Дж. М. Баррі (1860—1937), драматург і прозаїк, автор «Пітера Пена», Тераси Адельфі
- Едвард Літт Ламан Бланшар, письменник, жив у Терасах Адельфі з 1876 по 1889 рік
- Чарльз Бут, власник верфі, філантроп і письменник
- Річард Д'Ойлі Карте, вікторіанський імпресаріо
- Джон Голсуорсі, прозаїк, автор «Саги про Форсайтів».
- Девід Гаррік прожив останні сім років і помер у 1779 році в центральному будинку будівель Адельфі (№ 5)[39][40]
- Джеймс Грем, сексолог-електрик-шарлатан, жив на Терасах Адельфі, 4 з 1778 по 1781 рік, відкривши там свій храм здоров'я в 1780 році[40]
- Томас Гарді, англійський письменник
- Томас Монро, лікар Георга III і покровитель мистецтва, володів будинком на Терасах Адельфі.
- Джордж Бернард Шоу, ірландський драматург, фабіанський соціаліст, співзасновник Лондонської школи економіки та політичних наук (LSE)

## У літературі
- Девід Копперфілд, вигаданий Чарльзом Діккенсом, жив на Бакінгемській вулиці в Адельфі.
- Вигаданий детектив Гідеон Фелл, створений Джоном Діксоном Карром, жив за адресою Тераси Адельфі, 1.
- Будівля Адельфі 1930-х років використовувалася для деяких сцен в епізоді Пуаро Агати Крісті на каналі ITV, «Крадіжки королівського рубіна»[41] та в епізоді «Плімутський експрес».[42]
- У частині напівавтобіографічної серії «Щоденник провінційної леді» Е. М. Делафілда під назвою «Провінційна леді під час війни» однойменна героїня працює в їдальні бомбосховища, розташованого під Адельфі під час дивної війни. Велика частина оповіді присвячена опису атмосфери та мешканців будівлі та прилеглої території, багато подій книги відбуваються саме тут.[43]

## Подальше читання
- Бреретон, Остін. Літературна історія Адельфі та його околиць (Нью-Йорк: Даффілд, 1909). Ілюстрована.

51°30′33″ пн. ш. 0°07′21″ зх. д. / 51.50917° пн. ш. 0.12250° зх. д.